# Matija Mrazović
Matija Mrazović (Visoko pokraj Kalnika, 24. veljače 1824. - Zagreb, 13. rujna 1896.), hrvatski odvjetnik, političar i publicist.
Pohađao je Klasičnu gimnaziju u Zagrebu koju je završio 1842. godine. Završio je pravo u Zagrebu. Godine 1852. pokrenuo je stručni časopis Pravnik, u kojem je napadao Bachov neoapsolutistički režim. Među osnivačima je lista Pozora 1860. Bio je pristaša ilirizma te jedan od osnivača i vođa Narodne stranke.
Mrazović se zauzimao za uređenje odnosa između Hrvatske i Austrije neovisno o odnosima Hrvatske i Ugarske. Utjecao je na donošenje ostavke bana Levina Raucha (1871.), kao i na prihvaćanje revizije Hrvatsko-ugarske nagodbe (1872.).
Sa 16 saborskih zastupnika osnovao je 1880. Neovisnu narodnu stranku. Od 1879. do 1881. bio je i zagrebački gradonačelnik s naprednim komunalnim programom.